# Videocámara de bolsillo

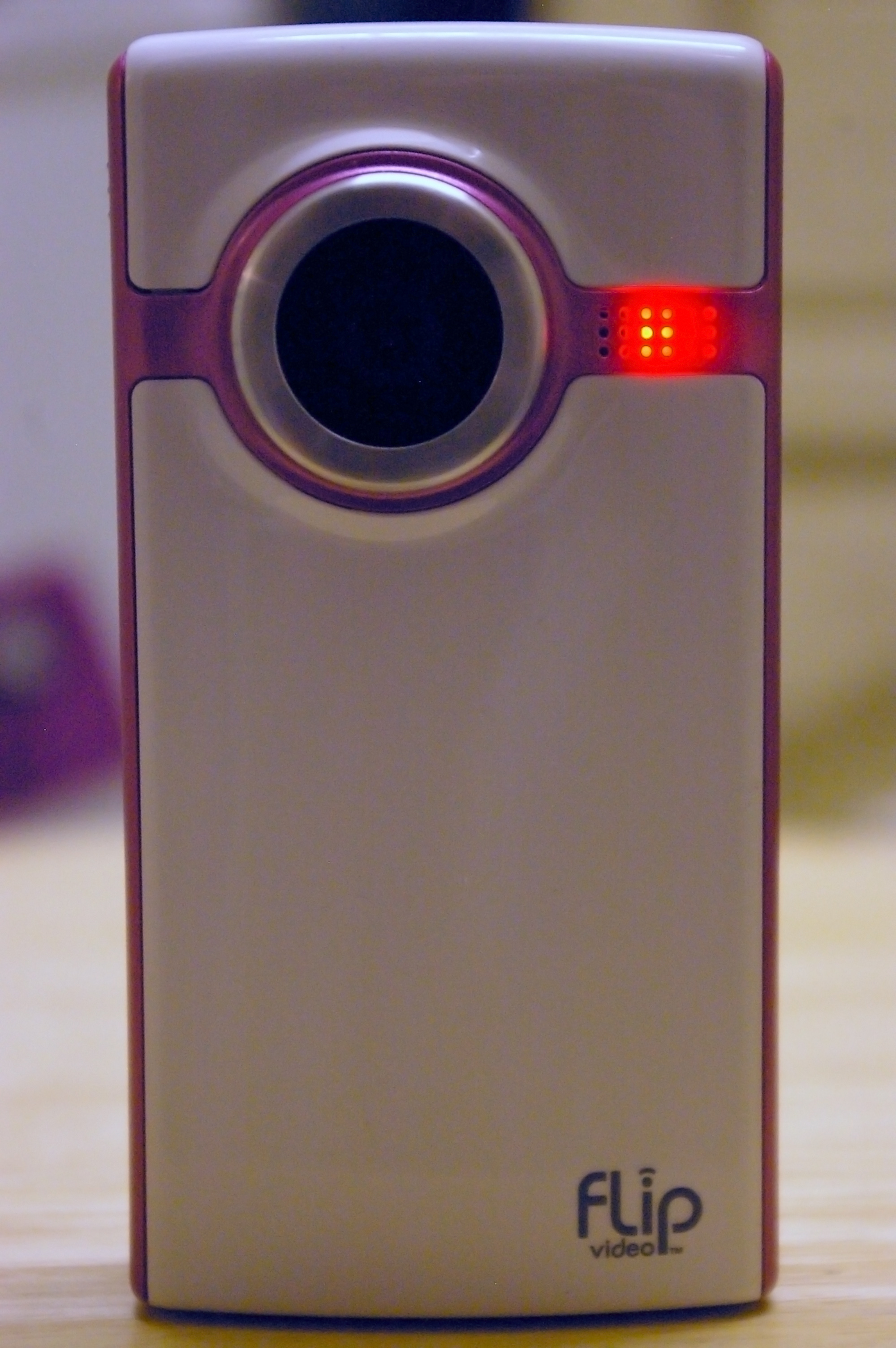
Una videocámara de bolsillo Flip Video.

Una videocámara de bolsillo (hoy día obsoleta) era una videocámara sin cinta lo suficientemente pequeña para ser llevada en el bolsillo. La mayoría de videocámaras de bolsillo se parecían a un teléfono móvil en forma y tamaño, a diferencia de las cámaras tradicionales.

## Descripción
Una videocámara de bolsillo típica tenía una  pantalla LCD de al menos 1,5 ", la capacidad de capturar alta definición (H.264/MPEG-4 AVC) y vídeo estándar (o  solo video estándar), por lo menos 128 MB de memoria interna y una  Secure Digital (SD) tarjeta de extensión o al menos la memoria interna de 4 GB sin ranura para tarjetas SD. Poder puede ser suministrada por un  batería recargable propietaria o pilas AAA estándar. Dimensiones 2,5 x 4,5 x 0,9 y un peso de 100 a 200 gramos eran habituales así como un conector USB, incorporado normalmente.

## Historia
La idea surgió a partir del teléfono con cámara o del  teléfono multimedia  capaces de grabar digitalmente  cualquier cosa en cualquier momento. Las videocámaras de bolsillo pesan solamente de 100 a 200 gramos y encajan perfectamente en cualquier bolsillo o bolso con gran portabilidad. La calidad del video es típicamente más alta que para los teléfonos multimedia. Los ejemplos incluían la Creative Vado HD y la Flip Video. La cámara Sony Bloggie MHS-PM5 podía grabar vídeos en Full HD y tenía un zoom digital  4x. La Sanyo Xacti PD1 podía grabar vídeos en Full HD 1080p a 30 fps, con audio estéreo y zoom óptico 3x.
Hoy día, la proliferación de smartphones con cámaras de altas prestaciones ha dejado las videocámaras de bolsillo en una posición totalmente obsoleta.